# René Barrientos Ortuño
Pour les articles homonymes, voir Barrientos et Ortuño.
René Barrientos Ortuño (30 mai 1919 à Tarata – 27 avril 1969 à Cochabamba) est un homme d'État bolivien, président de la République à trois reprises entre le 4 novembre 1964 au 27 avril 1969.
Il prend le pouvoir à la suite d'un coup d'État, mais devient ensuite président constitutionnel du pays via des élections générales en 1966. Ses présidences, même celle après 1966, demeurent relativement teintées d'autoritarisme.

## Biographie
Barrientos est né le 30 mai 1919 à Tarata (département de Cochabamba) et est d’ascendance quechua et espagnole. Plus tard, il maîtrisera d'ailleurs la langue quechua,.
De 1938 à 1943, il fréquente le collège militaire et étudie ensuite pour devenir aviateur au Colegio Militar de Aviación Boquerón. Il obtient un diplôme de pilote en 1945 aux États-Unis. À son retour, il participe à la guerre civile de 1949 et à la Révolution nationale de 1952 aux côtés du Mouvement nationaliste révolutionnaire (MNR). En 1952, il devient capitaine, puis général et enfin commandant général de la Fuerza Aerea Boliviana (FAB).
Après avoir été élu comme vice-président de la République avec Víctor Paz Estenssoro comme président le 6 août 1964, Barrientos le chasse du pouvoir par un coup d'État, le 4 novembre suivant. Il préside donc la junte militaire mise en place de manière éphémère et devient président le jour suivant. Il est préféré au commandant en chef des Forces armées boliviennes, Alfredo Ovando Candía, qui est soupçonné d'avoir facilité l'exil de Paz Estenssoro. Ses politiques s'inscrivent dans la continuité de celles du MNR, son ancien parti : favorables aux paysans et hostiles aux travailleurs miniers. Son cabinet ministériel est presque uniquement constitué de militaires.
Afin de réduire le mécontentement des secteurs militaires qui soutenaient le commandant en chef Ovando Candía, Barrientos crée une nouvelle forme d'exécutif, soit la coprésidence. Les deux hommes occupent donc simultanément la présidence conjointe de la Bolivie durant sept mois, du 26 mai 1965 au 2 janvier 1966. Il démissionne cette même journée afin de pouvoir se présenter aux élections générales d'août 1966.
En août 1966, il est élu président et continue sa politique de développement économique favorable aux paysans et opposée aux intérêts des ouvriers et des mineurs, les dirigeants syndicaux sont par exemple ignorés. Homme croyant et anti-communiste virulent, il demeure à ses débuts très populaire auprès du peuple bolivien, particulièrement grâce à son charisme. Au cours de son mandat, il promulgue une nouvelle constitution pour la Bolivie qui devient effective en 1967. Il entreprend également des projets d'infrastructures, tels que le parachèvement des routes nationales 1 et 4 qui traversent la Bolivie sur des centaines de kilomètres. Dans un contexte de démocratie restreinte, il fait également adopter la Loi sur la sécurité de l'État qui restreint les droits et libertés des citoyens et qui permet la perpétuation de la tradition répressive et intolérante de plusieurs gouvernements boliviens.
Les activités de l'Armée de libération nationale (ELN), la guérilla dirigée par Che Guevara, commencent sous sa présidence, en 1966. Barrientos aurait ordonné de ramener la tête du Che à La Paz. Les autorités boliviennes reçoivent le soutien de la CIA sous forme d'entraînements militaires, de renseignements et d'armes pour combattre les rebelles. Le « Che » est capturé en octobre 1967 et exécuté, à la suite de son approbation. Le chanteur espagnol Paco Ibáñez mit en musique le poème de Nicolás Guillén Soldadito Boliviano qui traite entre autres des aides américaines au président Barrientos.
Plus tard, il coupe les salaires des mineurs et envoie l'armée réprimer les communautés minières de Catavi et Llallagua. Barrientos, amateur de voyages aériens, meurt dans un accident d'hélicoptère le 27 avril 1969, près du village d'Arque, et est remplacé par le vice-président Luis Adolfo Siles Salinas,.